# ويليام إيرفاين
ويليام إيرفاين (بالإنجليزية: William Irvine)‏ هو لاعب اتحاد الرغبي نيوزيلندي، ولد في 2 ديسمبر 1898 في أوكلاند في نيوزيلندا، وتوفي في 26 أبريل 1952 في وانغاري في نيوزيلندا.

## وصلات خارجية
- ويليام إيرفاين عل موقع إسبنسكروم (الإنجليزية)